# Македонски глас (дружество)
Вижте пояснителната страница за други значения на Македонски глас.
„Македонский глас“ е българско дружество, съществувало от края на 1884 до септември 1885 година, работещо за подобряването на положението на българското население в останалата след 1878 година под османска власт Македония.

## История
Дружеството е създадено в края на декември 1884 година в столицата на Княжество България София и обединява водещи фигури сред македонската българска емиграция. Начело на дружеството е Васил Диамандиев, а изявени дейци са Димитър Ризов (по-късно председател), Йосиф Ковачев, Илия Георгов, Димитър Петков. От 5 януари 1885 г. дружеството започва да издава едноименния вестник „Македонски глас“, който излиза веднъж седмично в четвъртък.
Дружеството работи за съединение на Княжеството и Източна Румелия и незабавно прилагане на член 23 от Берлинския договор, който гарантира реформи в останалите под османска власт Македония и Тракия. Опитва се да поддържа македонския въпрос жив чрез апели до Великите сили, но се занимава и с революционна дейност.
Според някои данни дружеството действа в унисон с правителството. Министър-председателят Петко Каравелов иска да упражни натиск върху Високата порта, използвайки революционно настроените Диамандиев и Ризов за постигане на подобрение на положението на българите в Македония и Одринско и да направи империята по-отстъпчива по въпроса с даване на берати на българските владици. В писмо до Захари Стоянов от 7 януари 1885 година Ризов пише:
| „ | От когато се начена тук „дипломатическото движение“ на македонците, аз бях и останал съм досега убеден, че ако не вземе някой целеизходен резултат туй движение, непременно нужно ще бъде най-късно това лято да последва едно вълнение. Разбира се, като твърде набързо и твърде неподготвено туй вълнение не ше може да бъде сериозно, но инак пък „движението“ рискува да се обърне на дълго забвение... С това мнение трябва да ти кажа е съгласен и бай Петко... Правителството, т.е. Петко гледа добре на Македония, но той тоже мисли, че не трябва да се бърза с „вълнението“, преди да се изчерпат „дипломатическите средства“. В този дух аз написах и програмата. | “ |

През март 1885 година дружеството изпраща емисари в Македония, които да подготвят народа за бъдещо въстание. Дейците на „Македонски глас“ събират оръжие и организират хора за чети, които да навлязат в Османската империя през лятото. Така през май дейци на дружеството заедно със софийския комитет Единство съдействат за въоръжаването, подготвянето и изпращането през границата на четата на Адам Калмиков.
След усилен дипломатически натиск върху София, правителството е принудено да се откаже от пряко участие в българомакедонските благотворителни дружества. От март до юли 1885 година постепенно умерените дейци се оттгелят от дружеството и то се превръща в таен революционен комитет. В ръководството му дейно участие взимат Димитър Ризов, Димитър Петков и Васил Диамандиев. Чрез Ризов и Петков то поддържа връзки със Захарий Стоянов и пловдивския Български таен централен революционен комитет.
През юни 1885 година дружеството решава да обедини всички македонски емигрантски организации в Княжеството и Източна Румелия. Отпечатан е проектоустав и е изпратено окръжно писмо. На 1 юли 1885 година в София се провежда обща среща на 18 македонски дружества, сред които Татарпазарджишкото, Силистренското, Трънското, Разградското, Тетевенското, Видинското, Плевенското македонско дружество. На срещата се избира Централно настоятелство в състав Димитър Ризов - председател, Димитър Петков - подпредседател, М. Калъпов - касиер, К. Стоянов и В. Неделчев - секретари и Васил Диамандиев, Йосиф Ковачев, Коста Попспирков, Илия Георгов и Никола Дишков - съветници. Събранието решава начинът на действие на организацията да се определя от Централното настоятелство, като се взимат предварително мненията на клоновете.
След юли месец дейността на „Македонский глас“ и БТЦРК се съгласува напълно и двете организации се насочват към една цел – Съединението на Княжеството и Източна Румелия, като необходима стъпка преди освобождението на Македония. Дружеството прекратява дейността си след Съединението от 6 септември 1885 година.